# Ipa
Ipa (t. Ippa, Ina; biał. Iпа, ros. Ипа) – rzeka w południowej Białorusi (obwód homelski), lewy dopływ Prypeci w zlewisku Morza Czarnego. Długość – 109 km, powierzchnia zlewni – 1010 km², średni przepływ u ujścia – 5,9 m³/s, spadek – 29,7 m, nachylenie – 0,3%.
Płynie z północy na południe pograniczem Polesia Prypeckiego i Homelskiego. Uchodzi do Prypeci tuż przed Mozyrzem. Na długości 95 km skanalizowana. Dolina szerokości 1,5–2 km.